# Žalm 42
Žalm 42 („Jako laň dychtí po bystré vodě“, v Septuagintě dle řeckého číslování žalm 41) je biblický žalm. Žalm je nadepsán těmito slovy: „Pro předního zpěváka. Poučující, pro Kórachovce.“ Podle některých vykladačů hebrejský výraz lamnaceach (לַמְנַצֵחַ, „pro předního zpěváka“) značí, že žalm byl určen k tomu, aby jej při určitých příležitostech odzpívával zkušený zpěvák. Raši vysvětluje, že tento a ostatní žalmy, které jsou nadepsány hebrejským souslovím livnej Korach (לִבְנֵי קֹרַח, „pro Kórachovce“), složili synové Levity Kóracha, a to poté, co se distancovali od vzpoury svého otce vůči Mojžíšovi a nepropadli se společně s ním do útrob země. Tehdy totiž na nich spočinul ruach ha-kodeš a oni prorokovali a složili zmíněné žalmy. V Talmudu je navíc uvedeno, že každý žalm, ve kterém je v nadepsání uveden hebrejský výraz maskil (מַשְׂכִּיל, „poučující“), byl přednášen prostřednictvím meturgemana (tlumočníka). Spis Šimuš Tehilim („Užití Žalmů“), jehož autorem je zřejmě židovský učenec Chaj Ga'on (939–1038), uvádí, že recitace 42. žalmu je vhodná pro toho, kdo byl sesazen z postu, na nějž byl dosazen někdo jiný, a též je nápomocná tomu, kdo chce pochopit význam snu.